# Christian Hall

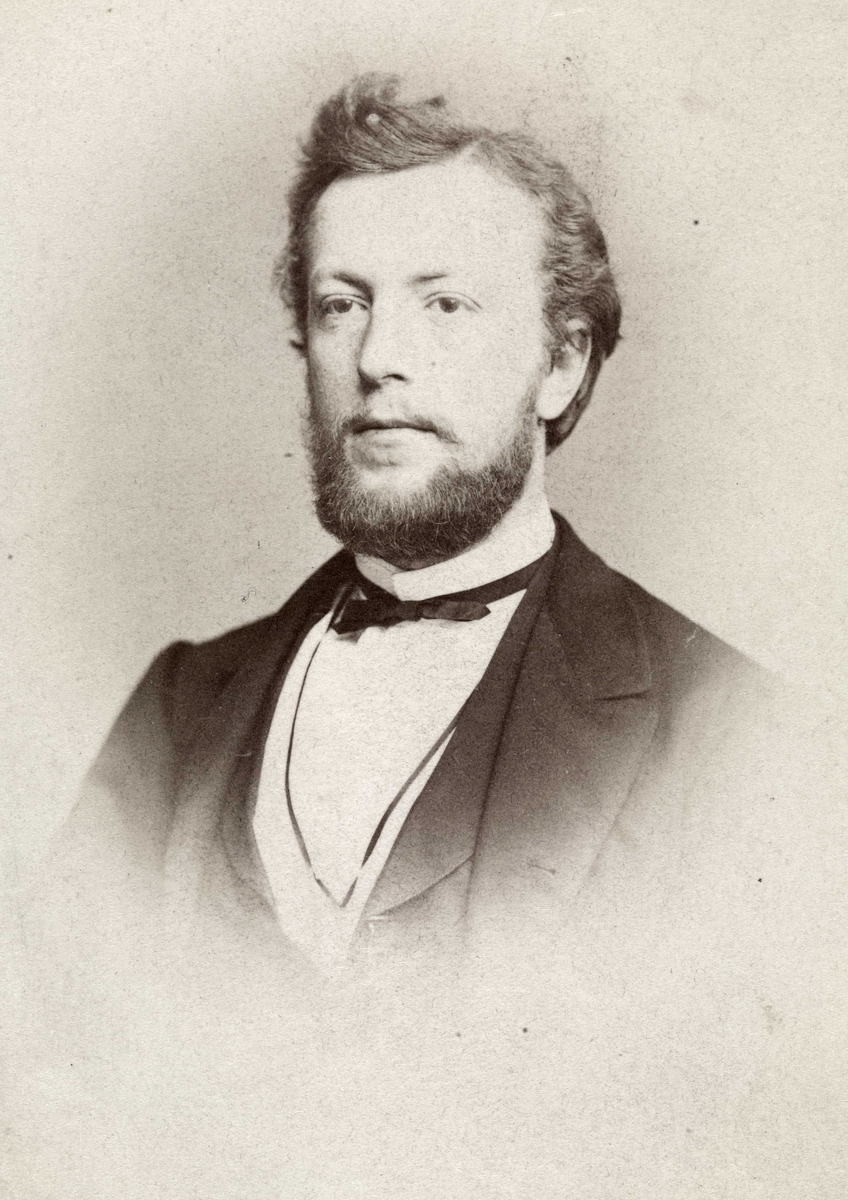
Anton Christian Hall år 1868.

Anton Christian Hall, född den 10 augusti 1840 i Tromsø, död den 29 november 1911 i Kristiania (nuvarande Oslo), var en norsk präst. Han var bror till Birger Anneus Hall och farbror till Pauline Hall.  
Hall blev teologie kandidat 1867, var därefter präst på olika ställen, blev 1882 domprost i Tromsø, 1890 hovpredikant och 1898 garnisonspräst i Kristiania. Tidigt påverkad av Peter Hærem, ägnade han de kristliga föreningarna för unga män det varmaste intresse och stiftade 1880 Norges kristelige ungdomsforbund. Som förbundets generalsekreterare och som redaktör av dess organ "Den unges ven" nedlade han ett stort och omfattande arbete i sakens tjänst.